# Qian Yunjuan
Qian Yunjuan (chinês simplificado: 钱云娟; Wuxi, 11 de março de 1977) é uma ex-ciclista olímpica chinesa. Yunjuan representou o seu país durante os Jogos Olímpicos de Verão de 2004 na prova de corrida em estrada, em Atenas.